# Volče (gmina Pivka)
Volče – wieś w Słowenii, gmina Pivka. 1 stycznia 2017 liczyła 68 mieszkańców.